# Marga López
Marga López [ˈmarɣa ˈlopes] (San Miguel de Tucumán, Argentina, 21. lipnja 1924. — Ciudad de México, Meksiko, 4. srpnja 2005.) bila je argentinsko-meksička glumica.

## Biografija
Marga je rođena kao Catalina Margarita López Ramos. Njezini su roditelji bili Pedro López Sánchez i Dolores Ramos Nava, dok su joj braća i sestre bili Juan, Miguel, Dolores, Pedro, María i Manuel. Prvi Margin suprug je bio Carlos Amador. Marga se dvaput udala za njega — 1941. i 1961. Njihova su djeca Carlos i Manuel. 1964. Marga se udala za Artura de Córdovu, koji je umro 1973.
Marga je poznata po brojnim ulogama. Pojavila se u više od 80 filmova i u mnogim telenovelama. Njezin najpoznatiji lik je gđica Josefa Villareal u seriji Između ljubavi i mržnje.
19. travnja 2005. Marga je doživjela srčani udar. Umrla je u srpnju iste godine.

## Filmografija
- Las momias de Guanajuato
- Las máscaras – Márgara
- Ven conmigo
- Caminemos – Aurora
- Alondra – Leticia del Bosque
- Lazos de amor – Mercedes de Iturbe
- El privilegio de amar – Ana Joaquina Velarde
- La casa en la playa – Serena Rivas
- Carita de ángel – Asunción de la Lúz
- Između ljubavi i mržnje – Josefa Villarreal
- Bajo la misma piel – Esther Escalante